# Reformjurk
Een reformjurk is een ruime, los vallende jurk die de draagster relatief veel bewegingsvrijheid geeft. De jurk volgt de natuurlijke vormen van het lichaam en ontstond rond 1900 als een reactie op de heersende mode, in het bijzonder op de wespentaille en het korset. De reformjurk werd - in ieder geval in Nederland - vooral populair onder intellectuele en kunstzinnige vrouwen, en heeft invloed gehad op de introductie van minder beperkende vrouwenkleding in de 20e eeuw.

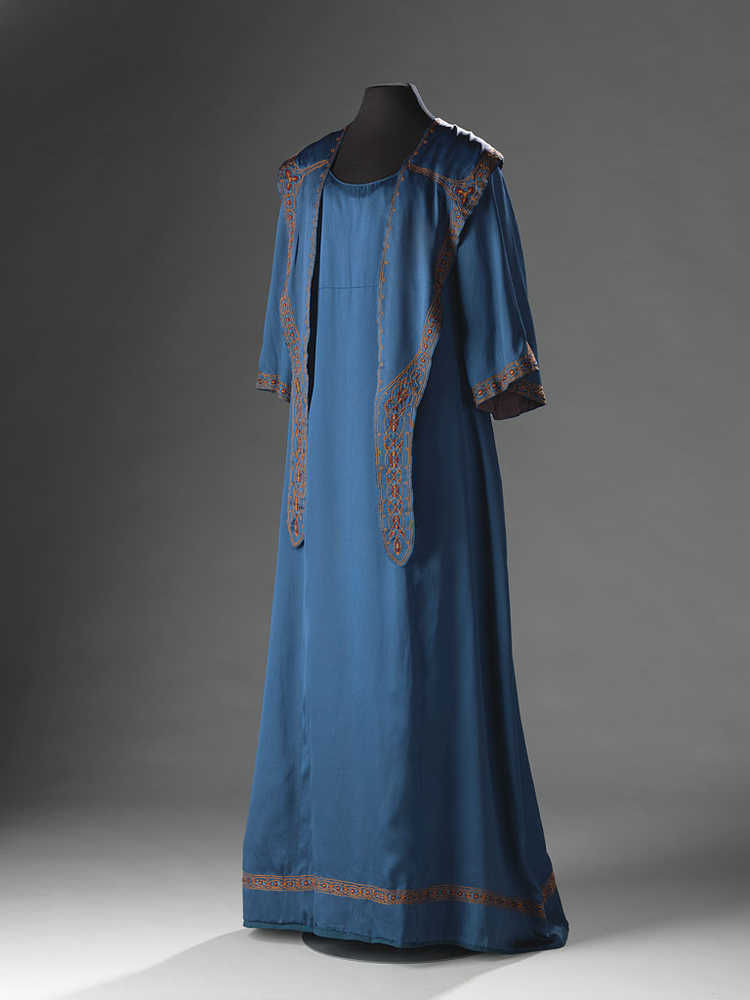
Reformjapon (1902-1906)

## Geschiedenis
Tegen het einde van de 19e eeuw kwam er in Europa en Noord-Amerika weerstand tegen de heersende mode omdat die vrouwen in hun bewegingsvrijheid beperkte, en schadelijke gevolgen kon hebben voor hun gezondheid. In die tijd was het dragen van een strak korset voor vrouwen een vanzelfsprekendheid. Korsetten vervormden de ribbenkast en oefenden schadelijke druk uit op longen, maag en lever om het gewenste wespentaillesilhouet te creëren. Hoge en strakke halsboorden konden leiden tot benauwdheid, zware hoeden veroorzaakten hoofdpijn, en hoge hakken waren slecht voor rug en gewrichten. Ook begon men het als onhygiënisch te zien dat de slepen van jurken stof en straatvuil opnamen, en dat veel kleding niet goed kon worden gewassen.

Als alternatief werd los vallende, comfortabele vrouwenkleding voorgesteld, die zonder strak korset gedragen kon worden. Dergelijke kleding stond bekend als ‘reformkleding’; ze was vernoemd naar de reformbeweging, die zich eind 19e eeuw begon in te zetten voor een gezonder en natuurlijker leven. In Nederland werd tijdens de de Nationale Tentoonstelling van Vrouwenarbeid in 1898 de aandacht gevestigd op deze nieuwe mode. Een jaar later werd de Vereniging voor Verbetering van Vrouwenkleding (V.v.V.v.V.) opgericht, die voor gezondere kleding pleitte. 

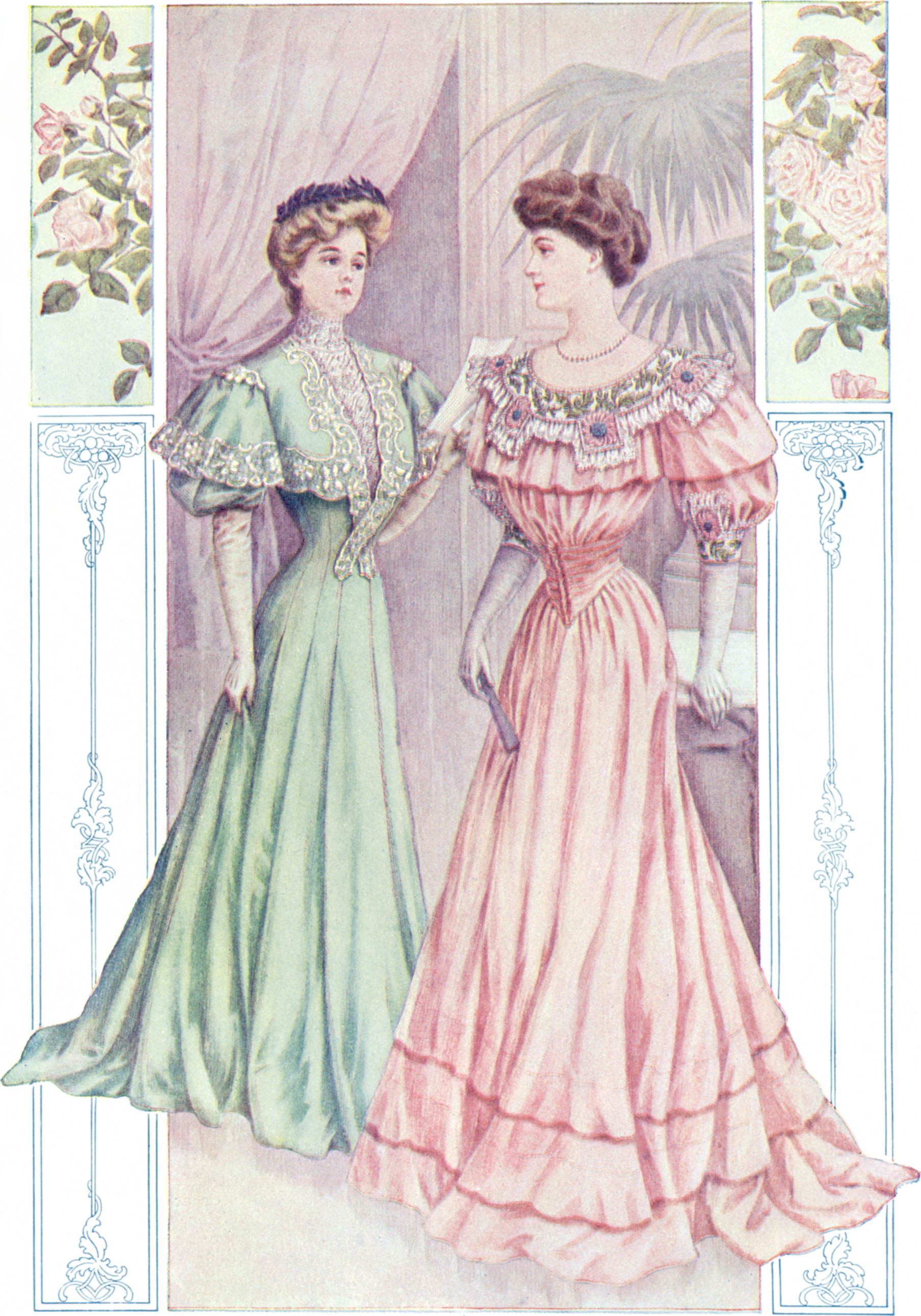
Reguliere mode uit 1905 - met wespentaille, strak halsboord en sleep.

## Beschrijving
De eerste reformjurken waren geïnspireerd door middeleeuwse kleding en de kleding van de de Grieken en Romeinen. Het waren rijk geplooide jurken, met weinig model. Veel vrouwen vonden deze zeer wijde gewaden - spottend ook wel hobbezakken of nachtponnen genoemd - niet mooi en onpraktisch. Al snel kwamen er ook modieuze, iets meer getailleerde reformjurken. 
Kleding en ondergoed werden gemaakt van luchtige stof die goed kon worden gewassen. Het bekende wollen Jaeger-ondergoed dateert ook uit deze tijd. Bont en veren werden als onethisch gezien en niet gebruikt. Jurken werden versierd met b.v. smokwerk, linten of borduurwerk, waarbij men een voorkeur had voor geometrische patronen. De reformmode heeft een positieve invloed gehad op de ontwikkeling van naaldkunst. Kant en ruches waren minder populair. Vooral in Nederland werden er door de contacten met Indië in reformjurken ook gebatikte stoffen gebruikt. 

## Populariteit en invloed
De reformmode bestond begin 20e eeuw naast de ‘reguliere’ mode met wespentaille, grote hoeden en bont. Damesbladen bespraken beide vormen van mode. Reformkleding sloeg vooral aan onder intellectuele en kunstzinnige vrouwen. Ook de groeiende groep vrouwen met een beroep ontwikkelde een voorkeur voor de reformjurk als kleding voor op hun werk. De reformjurk was ook een uitkomst voor zwangere vrouwen omdat echte positiekleding begin 20e eeuw nog maar nauwelijks bestond.
  

Veel vrouwen, vooral uit de arbeidersklasse, bleven de jurken echter onpraktisch, te apart of te duur vinden. De reformjurk heeft ook nooit het modebeeld gedomineerd; de reformstijl heeft wel bijgedragen aan de ontwikkeling van comfortabelere en minder beperkende vrouwenkleding. 

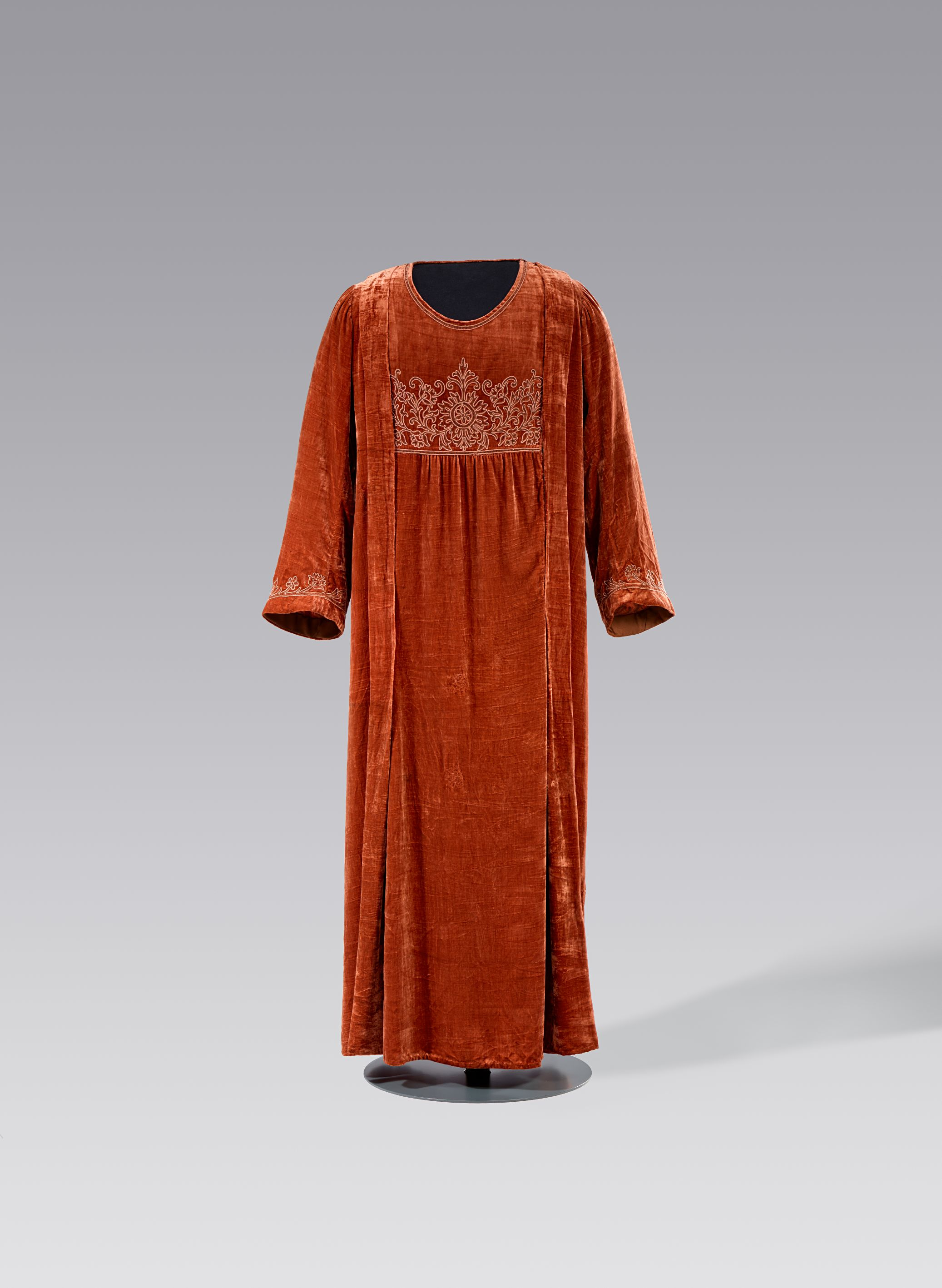
Reformjurk 1910
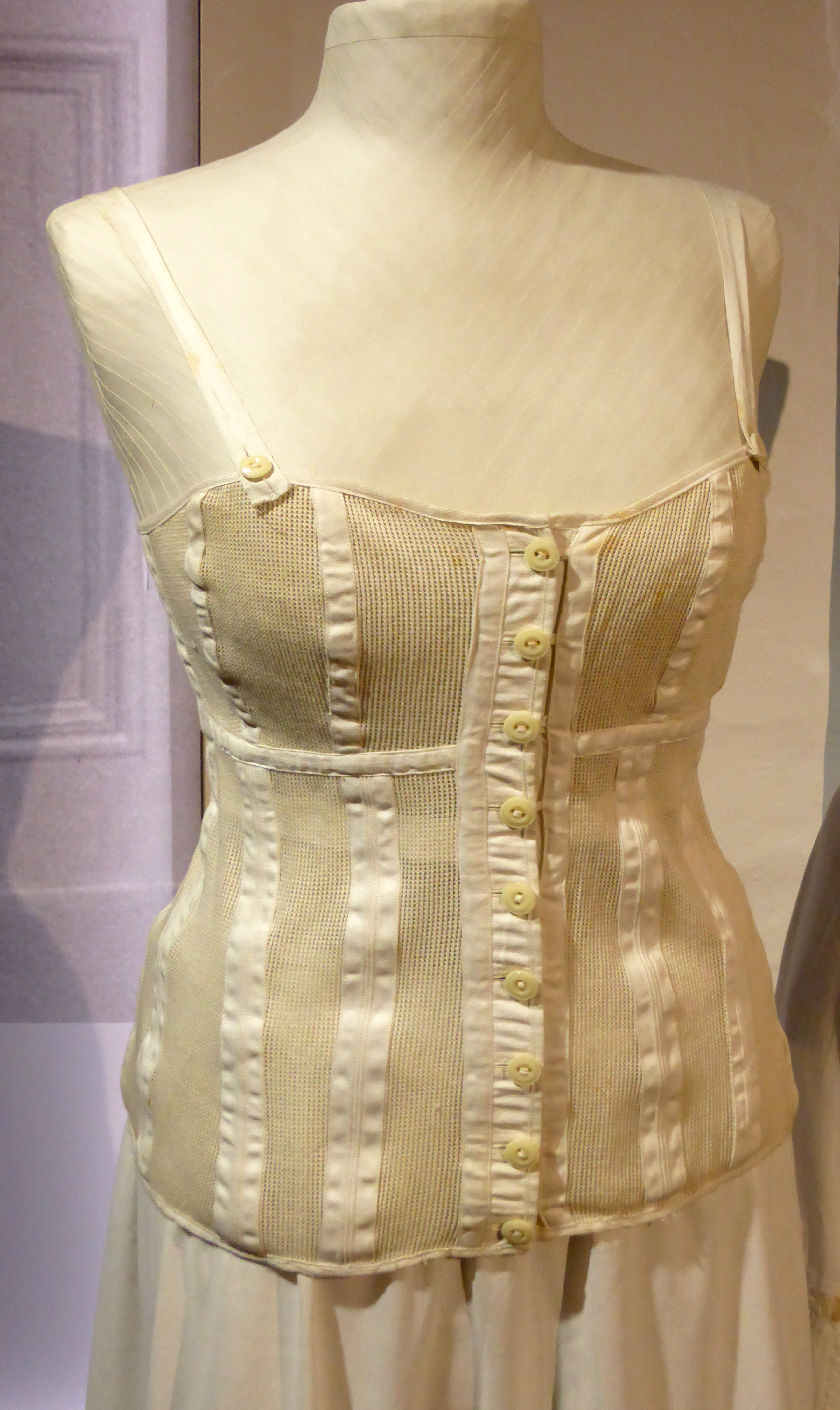
Reformkorset - het lichaam wordt niet ingesnoerd
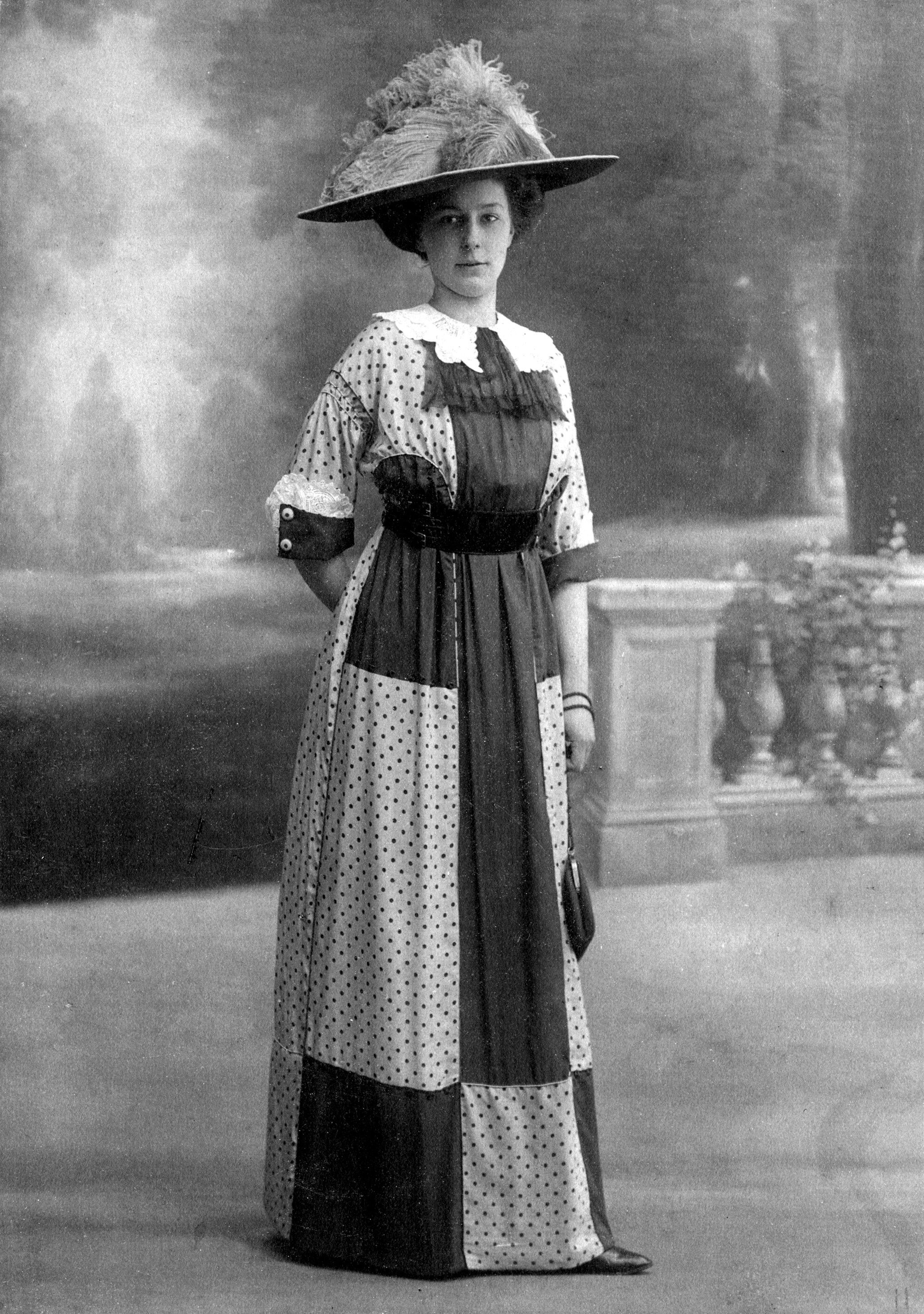
Jurk in reformstijl
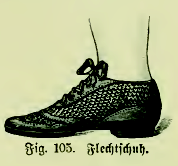
Reform schoen